# Октавио
Октавио Мантека Мерло (на португалски: Octávio Merlo Manteca) е бразилски футболист, който играе на поста офанзивен полузащитник. Състезател на Сумгаит.

## Кариера

### Берое
На 30 януари 2020 г. Октавио подписва с Берое. Прави дебюта си на 16 февруари при победата с 2:0 като домакин на Етър, като той отбелязва първия гол в мача.

### Локомотив София
На 3 август 2021 е обявен за ново попълнение на софийското Локо. Дебютира за отбора на 21 август при загубата с 5:0 като гост на Лудогорец.

### ЦСКА 1948
На 31 май 2022 г. Октавио се присъединява към отбора на ЦСКА 1948. Записва своя дебют за тима на 9 юли при победата с 1:0 като домакин на Левски (София).

## Успехи
Ботафого
- Кариока 1 (1): 2013
- Серия Б (1): 2015